# Gringa
Gringa är en svensk-peruansk dramakomedifilm från 2010 i regi av César Galindo. I rollerna ses bland andra Gunilla Röör, Nivardo Carillo och Per Sandberg.

## Om filmen
Inspelningen ägde rum i Cuzco, Machu Picchu och Lima i Peru efter ett manus av Mario Guevara och Galindo. Producent var Anna G. Magnúsdóttir och fotograf Juan Durán. Musiken komponerades av Kenneth Cosimo och Juan Luis Pereira och filmen klipptes av Edgar Lostanau och Thomas Holéwa. Den premiärvisades 4 juni 2010 och visades samma år vid European Film Market i Berlin.

## Handling
Manuel anländer till den peruanska staden Cuzco för att hitta en "gringa" och följa med henne till Europa. Han får ärva en handbok i konsten att träffa en utländsk kvinna och träffar senare Lena från Sverige. För ett tag ser det ut som att han ska uppnå sitt mål men Lena har andra intentioner med sin vistelse i Peru, vilket får ödesdigra konsekvenser för Manuel.

## Rollista
- Gunilla Röör – Lena
- Nivardo Carillo – Manuel
- Per Sandberg – Lenas make
- Raúl Brosovich – präst
- Teresa Lastarria – ägare till gästhuset
- Jhon Padovani	– Manuelon

## Mottagande
Filmen fick övervägande negativ kritik och har medelbetyget 2,0/5 (baserat på tre omdömen) på sajten Kritiker.se, som sammanställer recensioner av bland annat film. Tidningen Aftonbladet gav betyget 1/5 där anmälaren Jan-Olov Andersson avslutade sin recension med orden "En film som doftar macho på ett väldigt föråldrat sätt."
Även Dagens Nyheter gav betyget 1/5 där recensenten Kerstin Gezelius skrev "Men när vi dessutom förväntas tro på kärleken mellan Gringa Lena och Manuel för att sen hänga med i en utflippad, svensk b-deckare, så orkar man inte längre se förbi VHS-kvaliteten, den skakiga personregin och det ojämna manuset utan ger upp och rodnar, somnar eller skrattar, beroende på personlig läggning."
Svenska Dagbladet var desto mer positiv och gav betyget 3/5. Artikelrubriken löd "Lågbudgetfilm med fin grundstory" och anmälaren Jeanette Gentele skrev "Gringa har en fin grundstory och goda huvudrollsinnehavare, även de övernaturliga inslagen fungerar väl – men det märks att det är en lågbudgetfilm inte minst på den dåliga bildkvaliteten och även på det påklistrade slutet som tar udden av historien."